# Conasprella boucheti
Conasprella boucheti is een in zee levende slakkensoort uit de familie Conidae. Conasprella boucheti werd in 1983 beschreven door G. Richard.